# Формейшен. История одной сцены
«Формейшен. История одной сцены» — книга Феликса Сандалова, изданная в 2016 году, описывающая историю ряда знаковых московских панк-рок-групп, появившихся на рубеже 1980-х — 1990-х, в формате интервью с участниками. «Формейшен» — характерный термин, использующийся для самоназвания представителей данной музыкальной сцены.

## Описание
В произведении исследуется жизнь и творческая деятельность вокруг московского экзистенциального андеграунда. В значительной степени вокруг лидера группы «Соломенные еноты» Бориса Усова. По издательской аннотации:
Московский экзистенциальный панк стоит особняком в череде локальных панк-революций девяностых годов […] «Формейшен» может быть интересен не только поклонникам «Соломенных енотов», «Лисичкиного хлеба», «Банды четырёх» и прочих теоретиков и практиков нон-конформизма, но и тем, кто хочет пойти дальше мифа о «лихих и „пустых“ девяностых».

## История публикации и награды
Первоначально материал книги собирался для того, чтобы стать частью книги «Песни в пустоту», написанной музыкальными журналистами Александром Горбачёвым и Ильёй Зининым. Но из-за количества материала автором было решено создать отдельную книгу.
После того, как печатный тираж закончился, книга была выложена в свободный доступ, но впоследствии был выпущен ещё один бумажный тираж. Книга была выдвинута на соискание премии «Национальный бестселлер». За её создание Феликс Сандалов стал лауреатом премии Андрея Белого.

## Критика
Книга была одобрительно встречена профильной и широкой прессой. По мнению ряда критиков книга получилась примечательной не только как бытописание деятелей искусства, но и как документ эпохи. Об актуальности предмета исследования высказалась автор журнала «Знамя»: «любой, кто решается копнуть родную почву, неизбежно сталкивается с могучим корневищем формейшена — да и как пройти мимо, если оно проникло в искусство, политику, медиа, кинематограф — отовсюду торчат хорошо знакомые мохнатые уши».
Литературный критик Андрей Пермяков отметил, что книга закрепила живых и реальных своих персонажей в области мифа. Музыкальный журналист Артём Рондарев, со свойственным ему сарказмом, рекомендовал «книгу и её интерпретацию прошлого [...] всему молодому поколению — с аннотацией: „Дети, запомните, как это было, — чтобы никогда этого не повторить“». Литературный критик Аглая Топорова призналась, что «ни одна книга в лонг-листе не вызвала у меня такого странного эмоционального переживания»; однако укорила автора за то, что «количество и превосходная степень эпитетов, применённых комментаторами этого нон-фикшна к творчеству и жизни её главных героев, сравнима разве что с „Малой землёй“ Леонида Ильича Брежнева».
Корреспондент газеты «Коммерсантъ» посчитал, что у книги «как бы два уровня. С одной стороны, тут почти 600 страниц бесконечных подробностей: знакомств, бытовых ссор, незначительных идеологических расхождений, обстоятельств концертов и записи альбомов — вещей, интересных только маниакальному адепту. Но за этим архивным уровнем встаёт другой: документальный „Формейшен“ оказывается чем-то вроде рассеянного большого романа». А обозреватель газеты «Завтра» отметил, что автор «провёл скрупулёзный разбор, выкладывая из разнородных и иногда полемичных „камней“ и „смальты“ мозаику интереснейшего сообщества русской культурной жизни девяностых — начала двухтысячных».